# Acyclania
Acyclania este un gen de insecte lepidoptere din familia Arctiidae.

Cladograma conform Catalogue of Life:
| Acyclania | \| \| Acyclania schadei \| \| \| \| \| \| Acyclania tenebrosa \| \| \| \| |
|           | \| \| Acyclania schadei \| \| \| \| \| \| Acyclania tenebrosa \| \| \| \| |
|           | Acyclania schadei                                                         |
|           |                                                                           |
|           | Acyclania tenebrosa                                                       |
|           |                                                                           |